# Comte de Cornouailles
Pour les articles homonymes, voir Cornouailles (homonymie).
Ne doit pas être confondu avec Comte de Cornouaille.
Le titre de comte de Cornouailles (Cornwall en anglais) a été créé plusieurs fois dans la pairie d'Angleterre avant 1337. Il a ensuite été remplacé par le titre de duc de Cornouailles, qui fut alors porté par les héritiers présomptifs du trône d'Angleterre.

## Histoire du titre
Guillaume le Conquérant donna pratiquement toutes les terres de Cornouailles à son demi-frère Robert de Mortain, en récompense de sa participation à la bataille de Hastings. Néanmoins, il n'y a pas de preuve qu'il ait reçu officiellement le titre de comte de Cornouailles. 
En 1104, son fils Guillaume se révolta  contre Henri Ier Beauclerc, notamment parce que ce dernier ne voulait pas lui céder le comté de Kent que son oncle Odon de Bayeux avait possédé. Il perdit donc toutes ses possessions anglaises. Il fut capturé avec Robert Courteheuse, duc de Normandie à la bataille de Tinchebray et emprisonné pendant de longues années, probablement jusqu'à la mort du roi en 1135, après quoi il fut probablement moine jusqu'à sa mort.
Le roi Étienne d'Angleterre créa ensuite ce titre pour Alain le Noir, comte de Richmond, l'un de ses partisans dans la guerre civile pour la couronne d'Angleterre qui l'opposa à Mathilde l'Emperesse. À la suite de la bataille de Lincoln, celui-ci fut capturé par Ranulph de Gernon et dut lui céder ce comté en rançon. 
Le comté de Cornouailles se trouvait dans une région contrôlée par l'Emperesse. Celle-ci attribua le titre à son demi-frère Réginald de Dunstanville, bâtard d'Henri Ier, en récompense, pour avoir soulevé une rébellion dans l'ouest du pays.
Le titre semble avoir été attribué à un certain Baudouin, personnage qui n'a apparemment pas laissé d'autre trace dans l'Histoire.
Après avoir été comte de Cornouailles à partir de 1189, Jean sans Terre accéda au trône après son frère Richard en 1199. Il confia le comté à Henri, le fils bâtard de Réginald de Dunstanville, qui portera officiellement le titre à partir de 1217. Henri rendra le titre juste avant de partir en croisade en Terre Sainte.
Le titre sera ensuite donné à Richard, le fils du défunt Jean sans Terre. Celui-ci sera élu roi de Germanie en 1257. Son fils Edmond héritera du titre à sa mort.
Édouard II d'Angleterre attribua ce titre à son mignon Piers Gaveston en 1307. Le roi Édouard III, son successeur, donnera le titre à son frère Jean d'Eltham.
Le titre de comte est éteint à la mort de ce dernier en 1336.

## Officieusement
- Robert de Mortain († 1090), comte de Mortain. Demi-frère et compagnon de Guillaume le Conquérant ;
- Guillaume de Mortain († après 1140), comte de Mortain.

## Première création (1140)
- 1140-1141 : Alain le Noir († 1146), comte de Richmond.

Dépossédé du titre en 1141.

## Seconde création (1141)
- 1141-1175 : Réginald de Dunstanville († 1175).

## Troisième création (1180)
- 1180-1188 : Baudouin de Reviers, 3e comte de Devon († 1188).

## Quatrième création (1189)
- 1189-1199 : Jean sans Terre (1167–1216), comte de Gloucester et duc de Normandie. Devint le roi Jean d'Angleterre en 1199.

Le titre est rattaché à la couronne

## Cinquième création (1217)
- 1217-1220 : Henry Fitzcount (en) (1175–1222), shérif de Cornwall et possédant l'honneur depuis 1215. Fils illégitime de Réginald de Dunstanville.

Rend le titre pour partir en croisade en 1220

## Sixième création (1225)
- 1225-1272 : Richard de Cornouailles (1209–1272), élu roi de Germanie en 1257. Fils de Jean sans Terre ;
- 1272-1300 : Edmond de Cornouailles (1249–1300)

Titre éteint faute de descendance mâle.

## Septième création (1307)
- 1307-1312 : Piers Gaveston (1284–1312), favori du roi Édouard II d'Angleterre.

## Huitième création (1328)
- 1328-1336 : Jean d'Eltham (1316–1336), second fils d'Édouard II.

## Sources
- (en) Earls of Cornwall